# Anolis wellbornae
Anolis wellbornae es una especie de lagarto que pertenece a la familia Dactyloidae. Es nativo de Guatemala, El Salvador, Honduras, y Nicaragua. Su rango altitudinal oscila entre 0 y 1050 m s. n. m..